# Чапаевский парк
Чапа́евский парк — небольшой парк в Хорошёвском районе Северного административного округа Москвы. Расположен у Ленинградского проспекта на пересечении с Чапаевским переулком. Площадь парка составляет 6 гектаров. Чапаевский парк является объектом культурного наследия (произведением садово-паркового искусства) регионального значения.

## История

### Парк в конце XIX — начале XX века

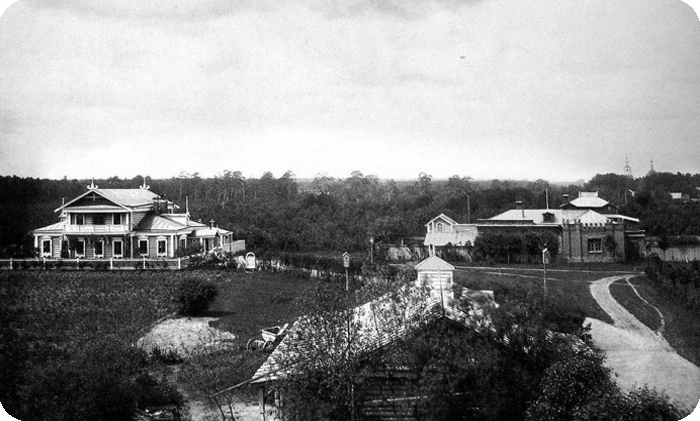
Александровское убежище и Малая Всехсвятская роща (будущий парк)

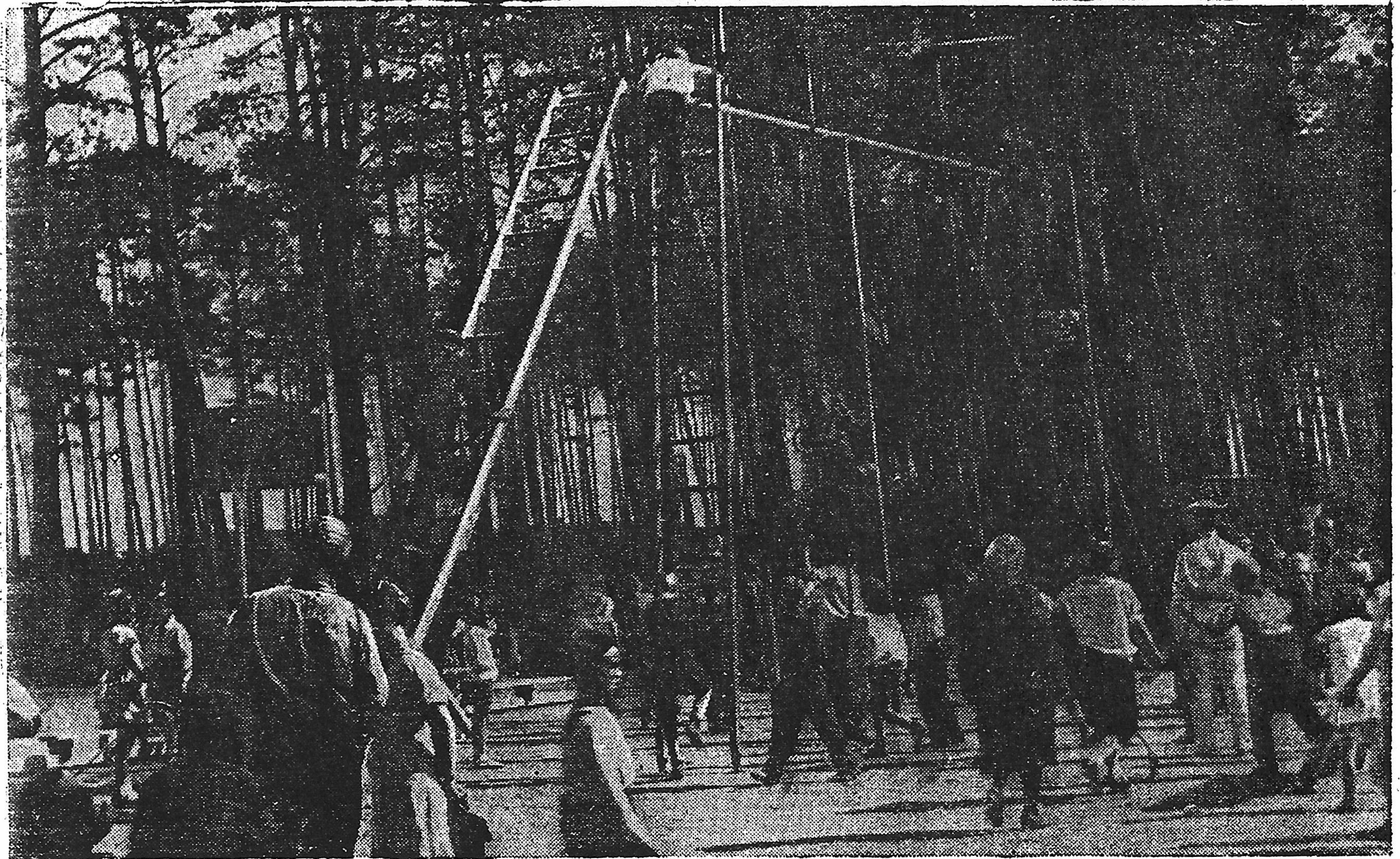
Физкультурный городок детского парка. 1936 год

В XIX веке на месте парка находилась Малая Всехсвятская роща, получившая название от села Всехсвятского. На её окраине в 1878 году было основано Александровское убежище для увечных и престарелых воинов русско-турецкой войны. Располагалось оно восточнее современного парка.
В мае 1898 года Александровскому убежищу отвели участок Малой Всехсвятской рощи площадью 5 десятин, 2000 квадратных саженей. Роща была благоустроена и превращена в парк, который уже к 1899 году был открыт для посещения. По словам современников, «роща эта приняла вид довольно красивого парка, при входе в который зрителю развёртывается совершенно иная картина: всюду встречаются тщательно разделанные по всем направлениям дорожки, аллеи, красивые клумбы цветов, оранжереи и масса деревьев».
После революции парк оказался в черте Москвы. К 1917 году в южной части Гимназического переулка (ныне Чапаевского) расположился участок Братского кладбища героев Первой мировой войны.

### Детский парк культуры и отдыха Ленинградского района

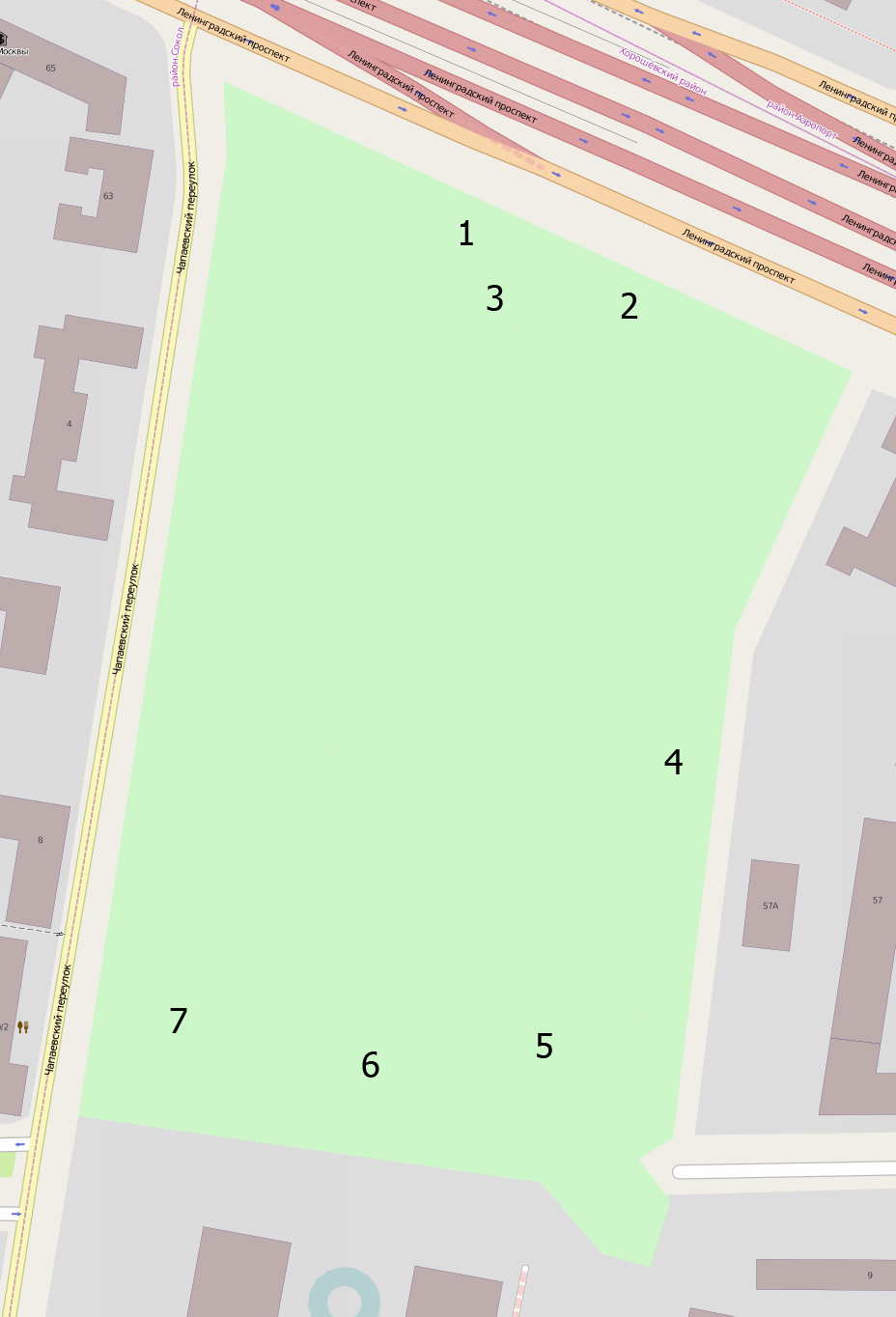
1 — Бюст А. С. Яковлева
2 — Бюст Н. С. Строева
3 — Памятный камень погибшим авиаторам
4 — Площадка для выгула собак
5 — Детская площадка
6 — Спортивная площадка
7 — Столы для настольного тенниса

К середине 1930-х годов бывший парк Александровского убежища относился к комбинату имени Карла Маркса, а роща носила название Чапаевская.
В 1936 году парк был расширен на юг за счёт территории бывшего кладбища и рощи, после чего и стал Детским парком культуры и отдыха Ленинградского района. Открытие парка состоялось 6 июня 1936 года. На открытие парка приезжали Н. С. Хрущёв и Н. А. Булганин.
Парк занимал 12 гектаров соснового бора. Южная граница проходила вдоль современного проезда Аэропорта. Главный вход в парк располагался со стороны Ленинградского шоссе (ныне проспекта) и был оформлен в виде деревянной арки с кассами по бокам. Два других входа располагались со стороны Чапаевского переулка и Чапаевского проезда (ныне безымянный проезд между Ленинградским проспектом и улицей Острякова). У каждого входа был фонтан. Рядом с главным входом располагались читальня, звуковой кинотеатр на 630 мест, буфет для детей и танцевальная площадка. От кинотеатра вглубь парка вела аллея, на правой стороне которой располагалась лиана для лазания, а на левой — две детские горки и тир. В парке был физкультурный городок с футбольными полями и двумя крокетными площадками. Около физкультгородка размещался павильон с игротекой для малышей, велогаражом, шахматами, шашками, бильярдом. В парке также имелся велодром и автодром.
У входа в парк со стороны с Чапаевского проезда располагался павильон техники, в котором действовало несколько кружков: авиамодельный, радио, фотографический и автомобильный. В этом же павильоне находится радиоузел. Напротив входа размещалась летняя эстрада на 120 мест. Правее располагались две городошные площадки, скетинг-ринг, теннисный корт. В парке были аттракционы: гигантские шаги, качели, качалки, «качающиеся диваны», гамаки и другие. У входа с Чапаевского переулка стоял двенадцатиместный пассажирский самолёт. Имелся душ, в павильоне игротеки размещался врачебный кабинет. В парке было несколько палаток и киосков для продажи питания, а также павильон для продажи игрушек. По периметру парк был обнесён деревянным забором длиной почти 2 км.

### После Великой Отечественной войны
В годы войны сосны парка были частично вырублены на дрова. С 1948 года началась активная застройка прилегающих к парку территорий. Примерно в это же время деревянный забор парка был заменён на металлический.
В 1950 году в парке по распоряжению Василия Сталина было начато строительство спортивного центра Дома офицеров ВВС МВО. Проект здания объёмом 205 тыс. м³ разработали архитектор М. М. Дзисько и инженер-конструктор И. Т. Кузьмин. В 1952 году его строительство было приостановлено из-за нехватки средств, а в 1953 году Василия Сталина арестовали. На допросе он признавался: «в этом деле я повинен ещё и в том, что отняв у трудящихся Ленинградского района Москвы их излюбленное место отдыха — парк культуры и отдыха, разрушил кинотеатр, уничтожив зеленые насаждения и не выстроив спортивного центра, я фактически уподобился собаке на сене». Вскоре архитектор Каро Алабян разработал проект Дворца культуры «Сокол», который он предполагал возвести на фундаменте спортивного центра. Но после выхода постановления «Об устранении излишеств в проектировании и строительстве» этот проект был отменён.
При Хрущёве ограда парка была демонтирована. В начале 1960-х годов парк получил название Чапаевский в честь героя гражданской войны В. И. Чапаева и по одноимённому переулку, проходящему вдоль его границы. Тогда же появился проект реконструкции парка, который предусматривал его озеленение, устройство станций юных натуралистов и юных техников, аттракционов, спортивных сооружений, плавательных и плескательных бассейнов и вышки для прыжков в воду, летнего театра, павильонов общепита, читальных залов. Предполагалось также сооружение в парке памятника В. И. Чапаеву. Однако этот проект так и остался нереализованным. В центре парка ещё долгое время продолжал стоять каркас цокольного этажа спортивного центра, став одним из излюбленных мест для игр у детей района.
Парк долгое время отделялся от Ленинградского проспекта малоэтажными домами. Один из этих домов, стоявший на углу Чапаевского переулка и Ленинградского проспекта, имел статус памятника истории, поскольку в 1917 году в нём заседали подрайком РСДРП(б) и ревком Всехсвятского подрайона. В 1960-х годах на границе парка у шоссе появилось кафе «Сокол», построенное архитектором П. И. Райхинштейном и инженером М. Ф. Дроздовым в футуристическом стиле с массивным козырьком над входом. В 1978 году козырёк частично обрушился, после чего был полностью демонтирован. Кафе было снесено в 1979 году вместе с остальными постройками между парком и проспектом в связи с расширением автодороги к Олимпиаде-80.
Весной 1959 года в парке проводились работы по благоустройству, было высажено 200 тополей и лип. В середине 1970-х годов в Чапаевском парке были высажены сотни молодых лип, клёнов и берёз. В 1970—1980-х годах у входов в парк со стороны Ленинградского проспекта были установлены бюсты авиаконструктора А. С. Яковлева и учёного в области авиации Н. С. Строева.
В конце 1960-х годов вновь появились планы использования фундамента недостроенного спортивного центра для строительства Дворца культуры. В 1980-х годах на этом месте началось строительство Дома культуры Авиационного объединения «Знамя труда», которое тоже не было закончено.

### Постсоветский период

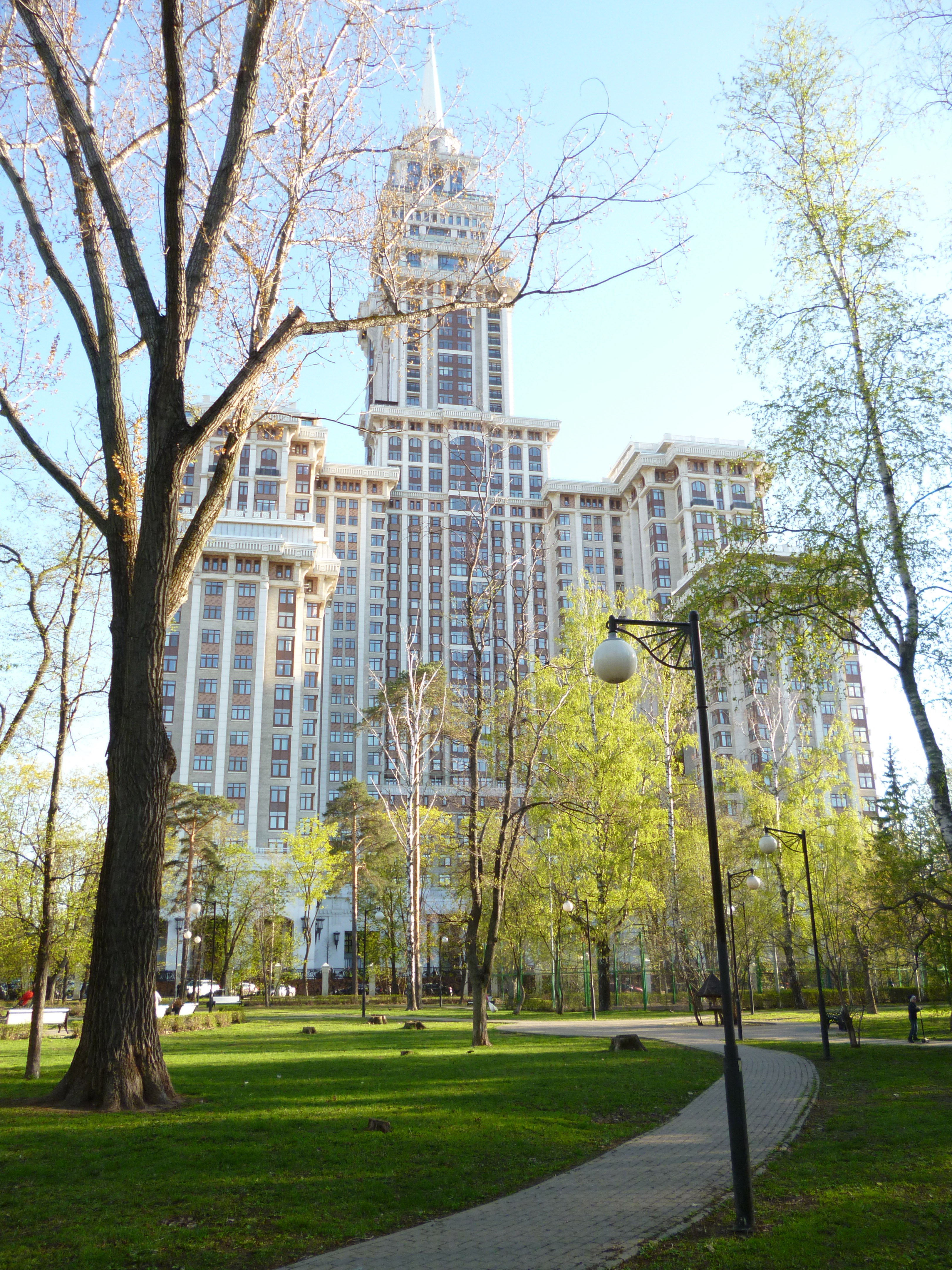
«Триумф-Палас» со стороны парка

Весной 1994 года в Чапаевском парке в рамках санитарной рубки было вырублено около 50 высоких деревьев. Это вызвало резкое возмущение местных жителей, которые организовали митинг в защиту парка. Автор проекта реконструкции парка Н. В. Богданова заверила жителей что строительство на территории парка не планируется, а предполагается разбить клумбы с многолетними цветами.
Окружённый бетонным забором остов Дома культуры был снесён только в 2001 году, когда на этом месте началось строительство многоэтажного комплекса «Триумф-Палас», который должен был стать самым высоким жилым домом Европы. Эта стройка послужила основанием для протестов местных жителей и экологов. Люди опасались, что может пострадать Чапаевский парк, в котором произрастают редкие сорта деревьев. Отчасти эти опасения оправдались — была застроена площадка для игры в регби, находящаяся на окраине парка. Кроме того, по сообщениям очевидцев, при рытье котлована строители выкапывали человеческие кости. Компания-застройщик пообещала благоустроить Чапаевский парк сразу после окончания строительства. «Триумф-Палас» был сдан в эксплуатацию в 2006 году, однако работы по благоустройству парка были начаты только в 2008 году. После строительства «Триумф-Паласа» официальная площадь территории парка сократилась с 13,2 до 6 гектаров.
8 сентября 2008 года в присутствии заместителя мэра Людмилы Швецовой и префекта Северного округа Юрия Хардикова состоялось торжественное открытие обновлённого парка. В связи с тем, что в окрестностях парка расположено большое количество авиационных предприятий и вузов, было заявлено, что он получает новое название Парк Авиаторов. На одной из аллей парка был установлен памятный знак в честь лётчиков, погибших на Ходынском поле. В перспективе здесь планировалось увековечить в архитектурных композициях знаменитую петлю Нестерова, пилотажную группу «Русские Витязи» и легендарный самолёт-штурмовик Ил-2. Были планы установить в парке и несколько памятников известным российским авиаторам, однако они так и не были реализованы. В официальных документах парк по-прежнему фигурирует под названием Чапаевский.
В августе 2017 года в парке началась новая реконструкция, которая поначалу возмутила жителей. Парк был полностью перекрыт, в том числе были перекрыты прямые пути к магазинам, поликлинике и детскому саду. В ноябре 2017 года реконструкция парка завершилась. Были обустроены дорожки, высажены деревья и кустарники, обустроены газоны, на игровых площадках появилось новое резиновое покрытие.

## Описание парка
Границами Чапаевского парка являются: Ленинградский проспект, Чапаевский переулок, территория жилого комплекса «Триумф-Палас» и кварталы жилой застройки.
В 300 метрах от парка расположена станция метро «Сокол», а в 420 метрах — станция метро «Аэропорт». Кроме того, до парка можно доехать и наземным транспортом: автобусом № 105 и троллейбусами № 6, 12, 43, 65, 70, 82 до остановок «Площадь Марины Расковой» или «Улица Лизы Чайкиной».
В парке расположены детская и спортивные площадки. Есть скамейки и искусственное освещение, дорожки вымощены тротуарной плиткой. Имеется большое количество клумб и цветников. По периметру парка высажена живая изгородь. Среди зелёных насаждений преобладают клёны — остролистный и ясенелистный; многочисленны тополь, берёза, липа. Встречаются также ель, сосна и вяз. Из кустарников распространены сирень, чубушник, боярышник, рябина. Некоторые деревья имеют возраст 80—100 лет и более. В парке обитают белки.
Чапаевский парк признан объектом культурного наследия (произведением садово-паркового искусства) регионального значения. Предметами охраны являются: местоположение и градостроительная роль парка в композиционно-пространственной и планировочной структуре района; рельеф природного и антропогенного происхождения; планировочная структура парка; ландшафтные характеристики; ценные элементы благоустройства (парковые лестницы и подпорные стенки); ценные видовые раскрытия; произведения монументального искусства.

## Памятники
- Бюст А. С. Яковлева изготовлен в 1976 году по проекту скульптора М. К. Аникушина и архитектора А. А. Заварзина. Установлен у одного из входов в парк со стороны Ленинградского проспекта. Обращён на здание ОКБ имени Яковлева. Памятник имеет статус выявленного объекта культурного наследия[34].
- Бюст Н. С. Строева изготовлен в 1987 году по проекту скульптора И. М. Рукавишникова и архитектора Г. В. Макаревича[3]. Установлен у одного из входов в парк со стороны Ленинградского проспекта. Относится к категории «уличная скульптура»[34].
- Памятный камень «Авиаторам, испытателям и защитникам неба, погибшим на Ходынском поле (1910—1970)» установлен в 2008 году на аллее парка вблизи Ленинградского проспекта. Относится к категории «уличная скульптура»[34].

|                    |                                                |                     |
| Бюст Н. С. Строева | Памятник авиаторам, погибшим на Ходынском поле | Бюст А. С. Яковлева |